# Restaurantul (film din 1982)
Restaurantul (titlu original: Diner) este un film american  de comedie dramatic din 1982 regizat de Barry Levinson. Rolurile principale au fost interpretate de actorii Steve Guttenberg, Daniel Stern, Mickey Rourke, Paul Reiser, Kevin Bacon, Timothy Daly și Ellen Barkin. 
Reprezintă debutul lui Levinson în regie și prima parte a tetralogiei Baltimore Films, care are loc în orașul său natal în anii 1940, 1950 și 1960; celelalte trei filme sunt Oameni de tinichea (1987), Avalon (1990) și Culmile libertății (1999).

## Distribuție
- Steve Guttenberg - Edward "Eddie" Simmons
- Daniel Stern - Laurence "Shrevie" Schreiber
- Mickey Rourke - Robert "Boogie" Sheftell
- Kevin Bacon - Timothy Fenwick, Jr.
- Tim Daly - William "Billy" Howard
- Ellen Barkin - Beth
- Paul Reiser - Modell
- Kathryn Dowling - Barbara
- Michael Tucker - Bagel
- Colette Blonigan - Carol Heathrow
- Jessica James - Mrs. Simmons
- Clement Fowler - tatăl lui Eddie
- Kelle Kipp - Diane

## Primire
A fost nominalizat la Premiul Oscar pentru cel mai bun scenariu original (Barry Levinson).
Filmul este recunoscut de Institutul American de Film în listele:
- 2000: AFI's 100 Years...100 Laughs – locul 57[7]